# Герб Гдині

Герб Гдині

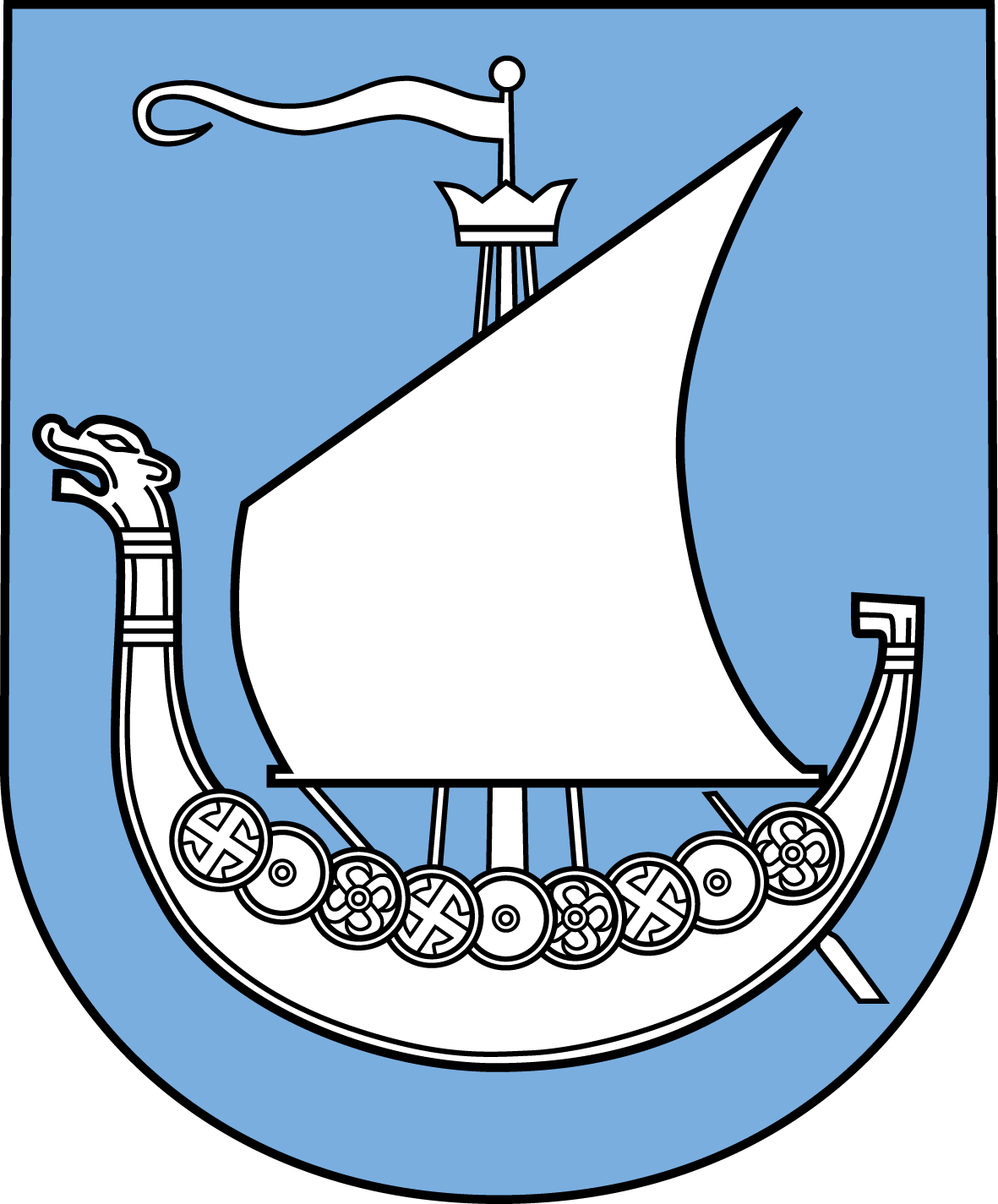
Герб Гдині під час гітлерівської окупації

Герб Гдині — зображення двох риб жовтого кольору набитих на білий меч, на червоному тлі. Білий меч на червоному тлі символізує мужність мешканців Гдині, які захищають польське море. Дві риби — одна повернута на захід, інша на схід — указують на те, що Гдиня приморське місто та рибальське селище у минулому.
| Прапор Польщі | Це незавершена стаття про Польщу. Ви можете допомогти проєкту, виправивши або дописавши її. |